# Issus dispersus
Issus dispersus är en insektsart som beskrevs av Lindberg 1954. Issus dispersus ingår i släktet Issus och familjen sköldstritar. Inga underarter finns listade i Catalogue of Life.